# Prózai írásművek elmélete
A prózai írásművek elmélete egy tudomány, amely a költészettannal (poétikával) ellentétben a nem szépirodalmi műfajok elméletével foglalkozik. A 19. században retorikának is nevezték, ez alatt azonban ma ismét az ókori retorikát, azaz a szónoklattan értik. A szerkesztéstantól az különbözteti meg, hogy nem az írásművek általános szabályait kutatja.
A prózai írásművek elmélete foglalkozik a nem költészeti műfajokkal, tartalmuk felvetésével, megszerkesztésével, stilisztikájával, a kifejezések szabatos vagy hathatós voltának mérlegelésével. Nem költészeti műfajok alatt a tartalom értendő, ezért a versben írt tanító célzatú, ismeretközlő művek (pl. tanköltemények) is a prózai írásművek elméletének körébe tartoznak.

## Részei
Részei a következők:
- a szorosabb értelemben vett retorika (szónoklattan) elmélete
- a vallásos művek (egyházi irodalom) elmélete
- az elmélkedő művek (elmélkedések) elmélete
- az élményszerű művek (útleírások, emlékiratok) elmélete
- gyakorlati művek elmélete
- népszerű tudományos művek (ismeretterjesztő irodalom) elmélete
- tudományos művek (tudományos irodalom) elmélete, különös tekintettel:
  - irodalomtudomány elmélete
  - történettudomány elmélete

## Magyar nyelvű tankönyvek
- Gaál Mózes: Kis magyar retorika, Stampfel-féle Könyvkiadóhivatal, Budapest, 1911
- Koltai Virgil: A prózai írásművek elmélete (retorika) és olvasmányok felső kereskedelmi iskolák számára, Budapest, 1911
- Névy László: Az irásművek elmélete – vagyis az irály, szónoklat és költészet kézikönyve, Eggenberger Könyvkiadó, Budapest, 1893
- Prónai Antal – Bartha József: Retorika, Szent István Társulat, Budapest, 1913
- Riedl Frigyes – Pintér Jenő: Retorika, Franklin-Társulat Magyar Irod. Intézet és Könyvnyomda, Budapest, 1933
- Sarudy Ottó: Szerkesztéstan és retorika, Budapest, Athenaeum Irodalmi és Nyomdai Rt., 1925